# Jakub I Grimaldi
Jacques François Léonor de Goyon de Matignon Grimaldi, książę Monako, książę Valentinois, hrabia Thorigny (ur. 21 listopada 1689 w Torigni-sur-Vire, Francja, zm. 23 kwietnia 1751 w Paryżu) – 5. książę Monako od 29 grudnia 1731 do 7 listopada 1733, syn hrabiego Jakuba (III) Goyon i hrabiny Charlotte Goyon.

## Dzieciństwo i młodość
Jakub urodził się 21 listopada 1689 we francuskiej miejscowości Torigni-sur-Vire. Był jednym synem hrabiego Thorigny, Jakuba III de Goyon de Matignon i jego żony, hrabiny Charlotte. Jego rodzina pochodziła z Normandii. Jego wuj, Karol August de Goyon de Matignon był Marszałkiem Francji.

## Małżeństwo i rodzina
Panujący w Monako książę Antoni I Grimaldi i jego małżonka, księżna Maria Grimaldi (Lorańska) mieli sześć córek, nie doczekując się narodzin syna. Tylko dwie z nich przeżyły lata dziecięce i rodzice szukali dla nich odpowiednich partnerów na mężów, by zapewnić dobrą przyszłość księstwu Monako. Starsza z panien i przyszła władczyni Monako nazywała się Ludwika Hipolita Grimaldi. Jej rodzice nie mogli jednak dojść do porozumienia w kwestii jej małżeństwa. Ojciec popierał kandydaturę hrabiego de Roye z rodu Rouchefoucauld, a księżna Karola, hrabiego de Lux z rodu Montmorency. Księżna Maria spotkała się jednak potajemnie w Paryżu ze swoim ojcem Ludwikiem i tam ustalili, że zięciem Marii zostanie hrabia Jakub de Goyon de Matignon. O pośrednictwo poprosili księżną de Lude, wdowę po hrabim de Guiche. Książę Antoni zgodził się, nie wiedząc, skąd pochodziła ta propozycja. Jakub wyraził chęć przyjęcia nazwiska Grimaldi i rodzinnego herbu. Kontrakt ślubny został wynegocjowany. Otrzymano zgodę króla Francji, Ludwika XIV. De Matignon wypłacił 700 tys. liwrów na poczet długów Antoniego I, 600 tys. liwrów na posagi sióstr swojej narzeczonej oraz 200 tys. liwrów na zrzeczenie się praw do tronu przez Franciszka Honoriusza, młodszego brata Antoniego. 5 września 1715 kontrakt małżeński został podpisany. Ślub Jakuba z Ludwiką odbył się 20 października 1715. Małżonkowie zamieszkali w Paryżu w pałacu Matignon.
Rodzina książęca Monako nie była przychylna temu małżeństwu. Obawiano się bowiem, że to Jakub de facto przejmie władzę po śmierci swojego teścia i zapoczątkuje rządy nowej dynastii pod nazwiskiem de Matignon.
Jakub i Ludwika Hipolita mieli dziewięcioro dzieci:
- Antoni Karol Maria Grimaldi, markiz Baux, hrabia Matignon (ur. 16 grudnia 1717, zm. 4 lutego 1718)
- Charlotte Teresa Natalia Grimaldi, zakonnica u wizytek w Paryżu (ur. 19 marca 1719, zm. 1790)
- Honoriusz III Kamil Leonor Grimaldi, książę Monako (ur. 10 listopada 1720, zm. 21 marca 1795)
- Karol Maria August Grimaldi, hrabia Carlades i Matignon (ur. 1 stycznia 1722, zm. 24 sierpnia 1749)
- Jakub Grimaldi (ur. 9 czerwca 1723, zm. 1723)
- Ludwika Franciszka Grimaldi, mademoiselle Baux (ur. 15 lipca 1724, zm. 15 września 1729)
- Franciszek Karol Grimaldi, hrabia Thorigny (ur. 4 lutego 1726, zm. 9 grudnia 1743)
- Karol Maurycy Grimaldi, hrabia Valentinois (ur. 14 maja 1727, zm. 18 stycznia 1798)
- Maria Franciszka Teresa Grimaldi, mademoiselle d'Estouteville (ur. 20 lipca 1728, zm. 20 czerwca 1743)

## Książę Monako
20 lutego 1731 roku zmarł Antoni I Grimaldi i Ludwika Hipolita Grimaldi została oficjalnie księżną Monako, drugą w dziejach władczynią tego państwa (po Klaudynie Grimaldi, która była jednak seniorką Monako). Sama ogłosiła się księżną, łamiąc umowę, według której w takiej sytuacji miała objąć tron razem ze swoim mężem. Zostawiła rodzinę w Paryżu i przyjechała do Monako tylko z jednym ze swoich synów. Wszystkie dokumenty wystawiono w jej imieniu. Obawiała się tylko, że boczna gałąź Grimaldich będzie kwestionować jej prawa do tronu. Kiedy do księstwa przyjechał Jakub, został bardzo chłodno powitany przez poddanych. Nie mógł znieść tej atmosfery i wrócił do Francji. Jego samozwańcza żona rządziła jednak tylko przez 306 dni, padła bowiem ofiarą szalejącej na wybrzeżu Morza Śródziemnego epidemii ospy. Zmarła 29 grudnia 1731.
Jakub przyjechał do Monako 31 grudnia. Jego zdaniem, powinien rządzić krajem do czasu, gdy następca tronu, książę Honoriusz III, ukończy dwadzieścia pięć lat życia. Potem syn miałby abdykować na jego rzecz. Monakijczycy nie zgodzili się na to, uważając Honoriusza za jedynego następcę tronu. Otrzymali wsparcie od kardynała Andrzeja Herkulesa de Fleury, Jakub wycofał się, ale został prawnym opiekunem syna i formalnym władcą.
20 maja 1732 wydał nowy dokument, w którym ogłosił Antoniego Chavalier Grimaldi, nieślubnego syna swojego teścia i przyrodniego brata Ludwiki Hipolity, gubernatorem generalnym Monako. Chavalier faktycznie był regentem, za panowania Jakuba I i jego syna Honoriusza (do swojej śmierci 28 listopada 1784). Książę Jakub podpisał formalną abdykację 7 listopada 1733.
Małoletni Honoriusz z ojcem wyjechali do Paryża, przy czym Jakub nigdy więcej nie powrócił do Monako. Honoriusz III kształcił się u jezuitów, Jakub chciał zapewnić mu karierę wojskową. Po dwóch latach starań uzyskał dla niego stopień porucznika, który kosztował go 55 tys. liwrów. Potem rozpoczął poszukiwania kandydatki na swoją synową. Honoriusz trzykrotnie odmówił Jakubowi ożenienia się z jego protegowanymi, za co został uwięziony w twierdzy Arras i Bastylii. To zepsuło kontakty pomiędzy nimi. Od wyjścia Honoriusza z Bastylii nie widzieli się, a Jakub zmarł w Paryżu 23 kwietnia 1751.
Jego była paryska rezydencja, Hotel Matignon, jest obecnie oficjalną siedzibą premiera Francji.